# Holger Glandorf
Holger Glandorf (Osnabrück, 30 de marzo de 1983) es un exjugador de balonmano alemán que jugaba de lateral derecho. Su último equipo fue el SG Flensburg-Handewitt.
Fue un componente de la selección de balonmano de Alemania.

Con la selección ganó el Campeonato Mundial de Balonmano Masculino de 2007 y el 1 de septiembre de 2014 anunció su retirada de la selección alemana. Sin embargo, volvió a jugar con ella para el Campeonato Mundial de Balonmano Masculino de 2017.

## Palmarés

### Nordhorn-Lingen
- Copa EHF (1): 2008

### Lemgo
- Copa EHF (1): 2010

### Flensburg
- Copa de Alemania de balonmano (1): 2015
- Liga de Campeones de la EHF (1): 2014
- Recopa de Europa de Balonmano (1): 2012
- Liga de Alemania de balonmano (1): 2018, 2019

## Clubes
- HSG Nordhorn-Lingen (2001-2009)
- TBV Lemgo (2009-2011)
- SG Flensburg-Handewitt (2011-2020)